# Liste der Monuments historiques in Fontaine (Aube)
Die Liste der Monuments historiques in Fontaine führt die Monuments historiques in der französischen Gemeinde Fontaine auf.

## Liste der Objekte
| Bezeichnung                            | Beschreibung                                             | Standort                                   | Kennzeichnung | Schutzstatus | Datum | Bild |
| -------------------------------------- | -------------------------------------------------------- | ------------------------------------------ | ------------- | ------------ | ----- | ---- |
| Skulptur Heilige Apollonia             | Holz, farbig gefasst, 17. Jahrhundert                    | in der Kirche Nativité-de-la-Vierge (Lage) | PM10004666    | Inscrit      | 1985  |      |
| Skulptur Madonna mit Kind              | Kalkstein, farbig gefasst und vergoldet, 16. Jahrhundert | in der Kirche Nativité-de-la-Vierge (Lage) | PM10000819    | Classé       | 1988  |      |
| Gemälde Paulus auf Malta               | Ölfarbe auf Leinwand, 1837 von Joseph-Constant Ménissier | in der Kirche Nativité-de-la-Vierge (Lage) | PM10004667    | Inscrit      | 1985  |      |
| Gemälde Martyrium der heiligen Germana | Ölfarbe auf Leinwand, 1841 von Joseph-Constant Ménissier | in der Kirche Nativité-de-la-Vierge (Lage) | PM10004668    | Inscrit      | 1985  |      |